# Stoomvaart Maatschappij Zeeland
De Stoomvaart Maatschappij Zeeland (SMZ) was een rederij die tussen 1875 en 1989 een veerdienst tussen Nederland en Engeland over de Noordzee onderhield. Tot en met 1939 was de Nederlandse afvaarthaven Vlissingen, vanaf 1946 was dat Hoek van Holland.

## Oprichting
De oprichting van de SMZ had direct te maken met de optimistische toekomstkansen die men Vlissingen toedacht na de ingebruikname van de spoorlijn Roosendaal - Vlissingen (1872) en het Kanaal door Walcheren met het sluizencomplex en de nieuwe havenwerken (1873). Al vanaf 1871 werden plannen gemaakt om vanuit Vlissingen een lijndienst op Engeland te beginnen. De plannen werden gesteund door Koning Willem III en met name zijn broer Prins Hendrik "de Zeevaarder". Ook de spoorwegmaatschappijen aan beide zijden van de Noordzee hadden belangstelling.
Uiteindelijk kon op 22 juni 1875 de oprichtingsakte van de NV Stoomvaart Maatschappij Zeeland in Amsterdam worden getekend, nadat op 10 juni in een vergadering te Middelburg de aandeelhouders hadden besloten tot oprichting van de veerdienst. Deze twee plaatsen illustreerden meteen de belangrijkste verhoudingen binnen de maatschappij: bijna driekwart van de aandelen was verdeeld tussen Prins Hendrik en de Koninklijke Nederlandse Stoomboot-Maatschappij (KNSM) te Amsterdam, de overige aandelen kwamen in handen van particuleren, waaronder veel Zeeuwen. De KNSM kreeg de directie over de nieuwe NV, Prins Hendrik werd erevoorzitter. Op 19 juli 1875 werd de veerdienst in bijzijn van Prins Hendrik officieel geopend en op 25 juli vond de eerste afvaart plaats.
Op 3 oktober 1876 werd het eerste contract voor postvervoer met de Nederlandse staat gesloten en in 1877 werd het predicaat Koninklijk verleend, waarna de officiële naam van de maatschappij werd: Stoomvaart Maatschappij Zeeland, Koninklijke Nederlandsche Postvaart NV.

## Vlissingen (1875-1939)

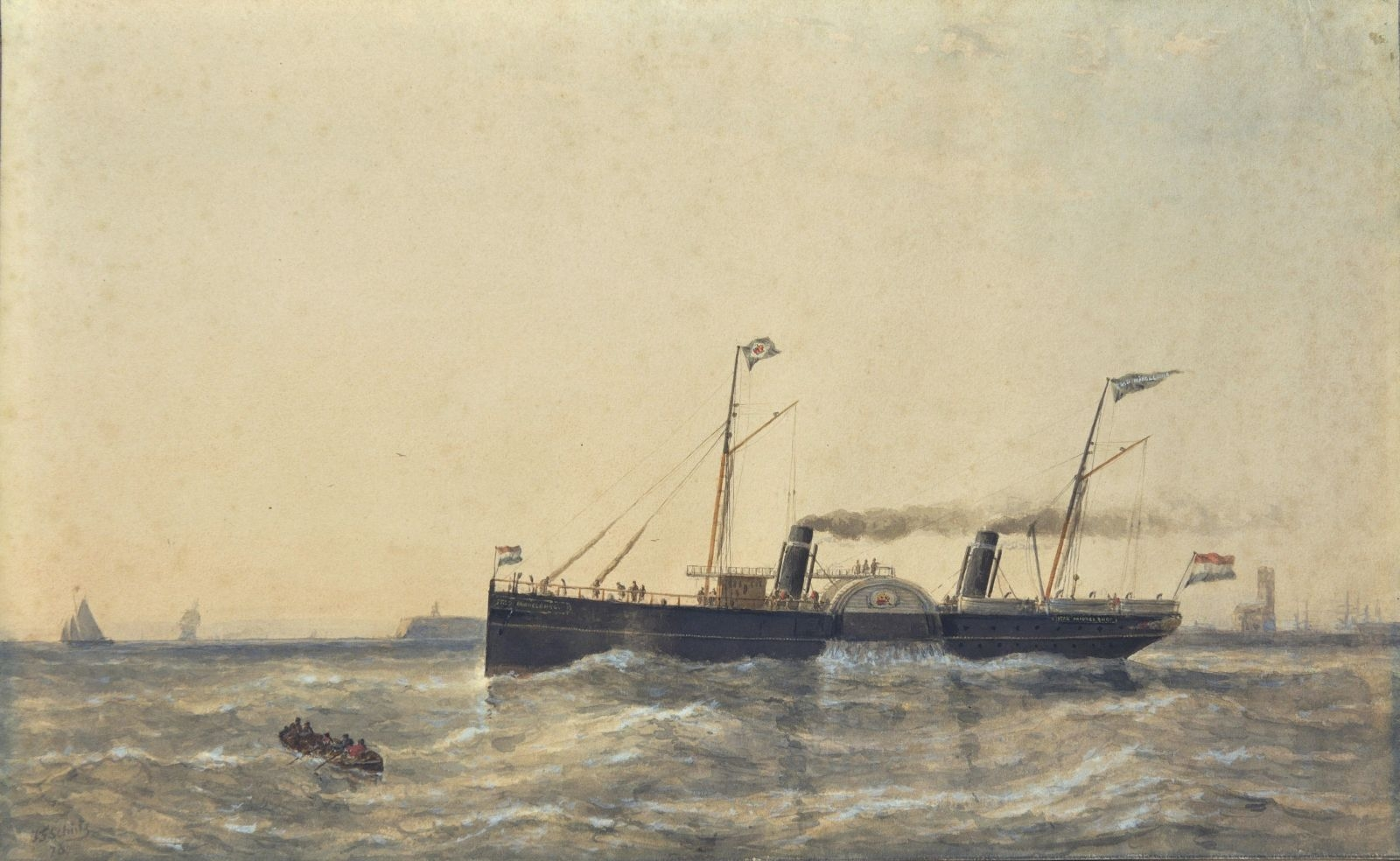
Scheepsportret van raderstoomschip "Stad Middelburg" van de Stoomvaart Maatschappij Zeeland met loodswerry. Foto & collectie Zeeuws maritiem muZEEum.

In de eerste 65 jaar van haar bestaan onderhield de SMZ de veerdienst vanuit Vlissingen. De afvaarthaven aan Engelse zijde veranderde in de loop van de tijd nogal eens: in het eerste jaar was dit Sheerness, vanaf 1876 Queenborough, vanaf 1911 zowel Queenborough (dagdienst) als Folkestone (nachtdienst), vanaf 1919 Folkestone en vanaf 1927 Harwich (Parkeston Quay).
De SMZ was een belangrijke werkgever voor Vlissingen. De verbinding verkreeg internationale bekendheid vanwege de aansluitingen vanuit heel Europa via het spoorwegnetwerk naar station Vlissingen, waar direct kon worden overgestoken naar de naastgelegen vertrekgebouwen van de SMZ. Van groot belang was het postcontract, waardoor een groot deel van internationale postverkeer tussen Europa en Engeland via Vlissingen verliep en de SMZ en haar schepen bekend werden onder de benamingen 'maildienst' en 'mailboot'.
In de eerste jaren van de Eerste Wereldoorlog werd de Engelse haven regelmatig aangepast aan de oorlogsomstandigheden: Folkestone, Queenborough, Tilbury en Gravesend. Tussen februari en juli 1916 liepen kort na elkaar drie schepen, de Prinses Juliana, de Mecklenburg en de Koningin Wilhelmina op een mijn en gingen verloren. Met de afkondiging van de 'onbeperkte duikbootoorlog' door Duitsland werden de reguliere afvaarten vanaf 1 februari 1917 gestaakt. Vanaf 31 januari 1919 werd de dienst hervat, aanvankelijk naar Gravesend, later weer naar Folkestone.
Op 1 juni 1922 werd de nachtdienst op Folkestone omgezet in een dagdienst. Hiermee kwam het accent meer op het toeristenverkeer te liggen. Het Grand Hotel des Bains in Vlissingen werd door de SMZ overgenomen en na modernisering als Grand Hotel Britannia tot 1940 geëxploiteerd.
Op 4 september 1939 staakte men de dienst omdat de haven van Harwich werd gesloten. Tien dagen later werd de dienst hervat op Tilbury. Vanwege de toenemende oorlogsdreiging werd op 25 november 1939 ook deze dienst gestaakt. In mei 1940 konden de schepen aan de Duitse inval ontvluchten. Het kantoorgebouw aan de Vlissingse Buitenhaven werd op 11 mei 1940 bij een luchtaanval gedeeltelijk verwoest. Een half jaar later werd het resterende deel door een bom vernield. Ook de werkplaatsen aan de Binnenhaven werden door oorlogsgeweld vernield.
Van de vijf schepen ging er één verloren, de overige vier kwamen in geallieerde dienst. De nieuwe Koningin Emma en Prinses Beatrix werden omgebouwd tot "assault ship" en als HMS Queen Emma en HMS Princess Beatrix wereldwijd ingezet voor geallieerde commando-aanvallen op vijandelijke doelen. Nadat de schepen in 1945 waren vrijgegeven werden zij eerst door de Nederlandse regering ingezet tussen Engeland en Rotterdam. Pas in de loop van 1946 kwamen de overgebleven schepen weer ter beschikking van de SMZ. Ze moesten eerst worden gerepareerd en heringericht voor passagiersvervoer.

## Hoek van Holland (1946-1989)
In de laatste 44 jaar van haar bestaan onderhield de SMZ de veerdienst vanuit Hoek van Holland. Hervatting van de dienst vanuit Vlissingen was vanwege de grote vernielingen aan havens, kantoren en spoorverbindingen onmogelijk. Omdat de SMZ sinds 1927 vanuit Vlissingen op Harwich voer, van waaruit de Engelse spoorwegen een verbinding op Hoek van Holland onderhielden, richtte de SMZ zich op deze haven. Het eerste schip dat gereed was werd verhuurd aan de London & North Eastern Railway (L&NER) die het op 29 juli 1946 op de lijn Hoek van Holland-Harwich in de vaart bracht. De overige schepen kwamen in de jaren daarna gereed, zodat de SMZ pas vanaf 1948 weer een dagelijkse dienst kon verzorgen.
Inmiddels had de SMZ het kantoor op 1 april 1946 verhuisd naar een tijdelijke ruimte in de gebouwen van Wm. H. Müller & Co aan de Jobshaven te Rotterdam. Begin 1947 koos de SMZ definitief voor Hoek van Holland, ondanks bedenkingen van de Nederlandse regering. In juli 1947 verplaatste men het kantoor vanuit de tijdelijke huisvesting in Rotterdam naar Hoek van Holland.
Om de Zeeuwse belangen enigszins tegemoet te komen werd in de zomerseizoenen tussen 1949 en 1952 vergeefs een mid-weekse toeristendienst tussen Vlissingen en Folkestone onderhouden door de Mecklenburg. De werkplaatsen aan de Buitenhaven van Vlissingen werden in 1950 echter herbouwd en in maart 1951 in gebruik genomen zodat periodieke onderhoudswerken in eigen beheer konden worden uitgevoerd. Zo bleven regelmatig SMZ-schepen in de Vlissingse haven te zien en waren er nog steeds circa vijftig Zeeuwen voor de SMZ werkzaam. Ook werden hier de reserveschepen opgelegd. Nadat eind 1978 het laatste reserveschip Koningin Wilhelmina naar Griekenland was verkocht werden de werkplaatsen gesloten. In maart 1985 werden ze gesloopt.
Vanaf 1952 exploiteerde de SMZ de dienst Hoek van Holland-Harwich in een pool-overeenkomst met British Rail. In augustus 1953 besloot ook de Minister van Waterstaat dat Hoek van Holland een betere afvaarthaven was, dit tot teleurstelling van de gemeente Vlissingen en de Provincie Zeeland. In 1968 brachten de SMZ en British Railways nieuwe schepen in de vaart en integreerden de dienst nog verder. Enkele jaren later werden de veerverbindingen van British Railways samengebracht onder de naam Sealink, een naam die ook op de SMZ-schepen werd aangebracht. Vanaf de introductie van het laatste SMZ-schip Koningin Beatrix (ten tijde in bezit Stena Line: Stena Baltica, sinds begin 2013 omgedoopt naar SNAV Adriatico) in april 1986 exploiteerde de SMZ haar aandeel in de dienst onder de naam "Hoek-Harwich", vanaf december 1988 onder de naam "Crown Line". Dit bleek maar voor korte duur te zijn.

## Einde (1989)
In juni 1989 nam het Zweedse Stena Line alle aandelen SMZ over en op 1 september 1989 wijzigde de SMZ haar naam in Stena Line BV. In april 1990 nam Stena Line ook Sealink UK Ltd over, waarmee de hele lijn Hoek van Holland-Harwich in handen van Stena Line kwam. Vanaf 1 januari 1991 werd de gehele dienst onder het Nederlands management van Stena Line BV gebracht.
Het archief van de SMZ, dat in de oorlogsjaren flink was gehavend, werd in februari 1991 overgedragen aan het Gemeentearchief Rotterdam. Een deel van de modellen en andere objecten van de SMZ zijn ondergebracht in het op 11 mei 1991 geopende Nationaal Veerdienstmuseum/Reddingmuseum "Jan Lels" te Hoek van Holland.